# Каменский, Сергей Игоревич
Сергей Игоревич Каменский (род. 7 октября 1987, Бийск, Алтайский край) — российский спортсмен-стрелок, серебряный призёр Олимпийских игр 2016 года в стрельбе из винтовки из трёх положений, серебряный и бронзовый призер Олимпийских игр 2020 года, двукратный чемпион мира (в стрельбе из пневматической винтовки (10 метров) и в командных соревнованиях по стрельбе из винтовки из трёх положений (50 метров)).

## Награды
- Почётная грамота Президента Российской Федерации (19 июля 2013) — за высокие спортивные достижения на XXVII Всемирной летней универсиаде 2013 года в городе Казани
- Медаль ордена «За заслуги перед Отечеством» I степени (25 августа 2016) — за высокие спортивные достижения на Играх XXXI Олимпиады 2016 года в городе Рио-де-Жанейро (Бразилия), проявленные волю к победе и целеустремленность[4]
- Медаль ордена «За заслуги перед Отечеством» II степени (11 августа 2021) — за большой вклад в развитие отечественного спорта, высокие спортивные достижения, волю к победе, стойкость и целеустремленность, проявленные на Играх XXXII Олимпиады 2020 года в городе Токио (Япония)[5]
- Орден «За заслуги перед Алтайским краем» II степени (14 сентября 2021) — за успешное выступление на XXXII летних Олимпийских играх 2020 года в Токио (Япония)